# Finis Mundi
Finis Mundi es el primer libro de Laura Gallego, fue publicado por Editorial SM en 1999.  
Recibió el premio Barco de Vapor de 1999 y fue finalista del Premio Nacional de Literatura Infantil y Juvenil. Ha sido traducido a varios idiomas.

## Reseña
En latín finis mundi significa el "fin del mundo", frase sugerida por la madre de la autora, Marisa García, profesora de Historia y geografía en el IES l'Arabí de Alfaz del Pi. Por su arte, cada uno de los tres capítulos que componen la obra comienza con una expresión apocalíptica, como Mundus senescit ("el mundo envejece"), Ruinis crescentibus ("aumenta la desolación, la ruina") o Mundi termino appropinquante ("se acerca el fin del mundo").
La historia se compone de tres partes más un epílogo:
-Libro 1: El Eje del Presente
Año 997. Comienza presentando a un joven monje francés de 14 años llamado Michel, que ha sobrevivido a la destrucción de su convento. En su pueblo conoce a Mattius, quien, acompañado de su perro Sirius, va de ciudad en ciudad ejerciendo su oficio de juglar. Michel le habla de que el fin del mundo llegará en el año mil, y que para evitarlo debe invocar al Espíritu del Tiempo con la ayuda de los tres Ejes. Ahora debe encontrar el Eje del Presente, que se esconde en la Ciudad Dorada. Así, Michel y Mattius parten en busca de esa misteriosa ciudad, parando en pueblos para entretener a los aldeanos. En uno de esos pueblos, asisten a un asedio por los soldados cristianos, y consiguen un caballo robándoselo a un guardia. Indagando, consiguen averiguar que esa Ciudad Dorada podría ser la lejana Aquisgrán, en Germania. Tras llegar a la ciudad, se hacen amigos de un caballero llamado Jacques de Belin, que les ayuda a encontrar la tumba de Carlomagno, donde se supone que está el Eje del Presente. También les informa de la existencia de la Cofradía de los Tres Ojos, predicadores del Anticristo. Tras una larga búsqueda en el palacio del emperador Otón III, encuentran la tumba de Carlomagno, y descubren que el Eje del Presente mantenía su cuerpo joven, luego de tomar el eje del presente su cuerpo se convierte en cenizas. Así parten, despidiéndose de Jacques de Belin para comunicarle a su emperador el descubrimiento de la legendaria Tumba de Carlomagno, se reencuentran en el epílogo. 

## Personajes
- Michel: Su nombre es Michel d'Évreux. Es un monje de cluniaciense flaco y alto y tiene 14 años Los húngaros quemaron su monasterio situado en Saint Paúl, él fue el único que sobrevivió. Sabe latín y ha trabajado como amanuense.
- Mattius: Es un juglar que encontró a Michel en la plaza de Ameins

. Es alto, de rasgos afilados y mirada sagaz. Sus cabellos castaños le enmarcaban el rostro y le caían sobre los hombros formando ondas. Cuando tenía cinco o seis años el señor feudal de su tierra arrasó su aldea y mató a toda su familia, vendiéndolos como esclavos.
- Lucía: Una joven de cabello de tono oscuro y ojos verdes, de Galicia, que quiere ser juglaresa. Es un personaje muy importante, pues ayuda a Michel y a Mattius a reunir los Ejes del Tiempo. Finalmente, contrae matrimonio con Mattius.
- Sirius: Es la mascota incondicional de Mattius, mezcla de un perro y lobo. Ayuda a Mattius siempre que está en peligro y es el que mata a García Núñez evitando así que él matara a Lucía.
- Jacques de Belin: Hombre francés natural de Aquitania que le pregunta a Mattius por Francia y Aquitania.
- García Núñez: Maestro castellano de la cofradía de los 3 ojos, les sigue desde Aquisgrán para robarles el eje, se alía con las brujas de los bosques y con Alinor, aunque descubre su traición y la mata. Muere en manos del perro lobo de Mattius, Sirius.
- Lady Alinor: Mujer de pelo castaño oscuro y ojos negros que pertenece a la nobleza normanda y que quiere vengarse del mundo por el machismo y los maltratos que sufrió de pequeña. Ingresa en la cofradía de los 3 ejes pero sus verdaderos planes eran invocar al espíritu del tiempo para tener el poder suficiente para dominar el mundo. Finalmente muere.
- Bernardo: Persona que afirma que se va acabar el mundo, según el códice que Michel encontró en la taberna. Escribió un libro que Michel tenía que copiar
- Martín: Maestro de juglares y maestro de Mattius.
- Abad de Montrachx: Maestro de Michel, le enseña a escribir y  a entender el latín
- Cercamón: Juglar que les acompaña a buscar el segundo eje y que muere por culpa de la Cofradía de los Tres Ojos.
- Lady Julianna: Esposa de Lord Oswald y gobernante de Winchester. Su castillo fue ardido en llamas en el futuro.
- Isabel: Madre de la hermandad del bosque y abuela de Lucía.
- Orazio "El Genovés": Juglar que les acompaña a buscar el segundo eje.
- Aelfric: Arzobispo.
- Cedric: Juglar británico, que se encuentra con Mattius y que dio una pista de donde se encontraba el tercer eje.
- Thomas: Tabernero que gracias a él, Mattius no murió por la bebida de la casa, aguamiel, ya que era la bebida de los héroes y decían que hacia a tu cuerpo inmune a todos los males .
- Guthlac: Es un viejo druida encorvado con una larga barba blanca, unos ojos brillantes como brasas y no tenía cabellos en la cabeza, se parecía a un ser sobrenatural. Ayudó a Lucía cuando se desmayó agotada en el bosque cuando iba en busca del círculo de los druidas.

## Edición en cartoné
Por el 300 aniversario de la colección Barco de Vapor se lanzó el libro en cartoné, con una cubierta nueva y una nueva colección de la editorial SM.

## Traducciones
Actualmente Finis Mundi se ha traducido al alemán por la Editorial DTV con el título Finis Mundi oder die drei magischen Amulette y con un final diferente (2003); al Italiano titulado La Pietre del Tempo y publicado por la Editorial Piemme que recortó pasajes y añadió ilustraciones para que se pudiera publicar en una colección de libros infantiles a partir de nueve años (2004); al portugués (Brasil) por la misma editorial (SM) y con un mapa incorporado al principio (2004); al catalán 
por la editorial Cruïlla (2009); al euskera; y al japonés por la editorial Kaisei - shay (2010). Se planea lanzarlo en griego, pero los datos de esta última traducción son desconocidos.

### Final alternativo
La editorial alemana DTV decidió cambiar el final de la historia, ya que la consideraba demasiado influenciada por el cristianismo incluso por no ser la intención de la autora. Así que Laura Gallego reescribió el final para esta edición extranjera.[cita requerida]

## Enlaces
- Página web de la autora.
- Microsite del libro en la página web de la autora.

- Datos: Q5133689